# Crête iroquoise
Pour les articles homonymes, voir crete.

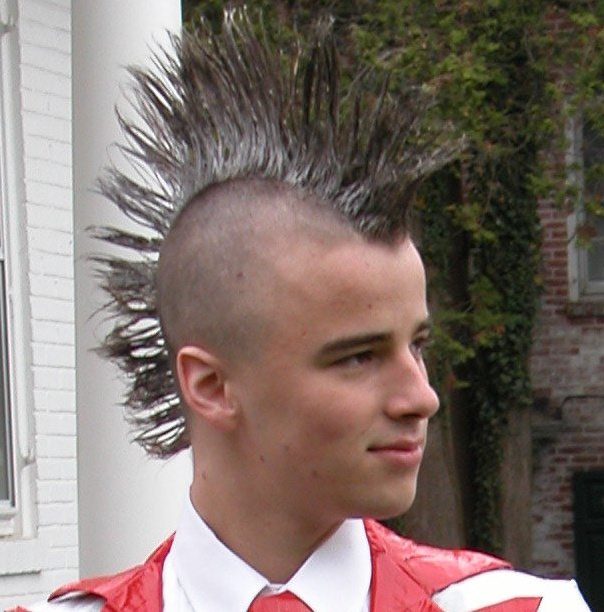
Exemple de crête iroquoise.

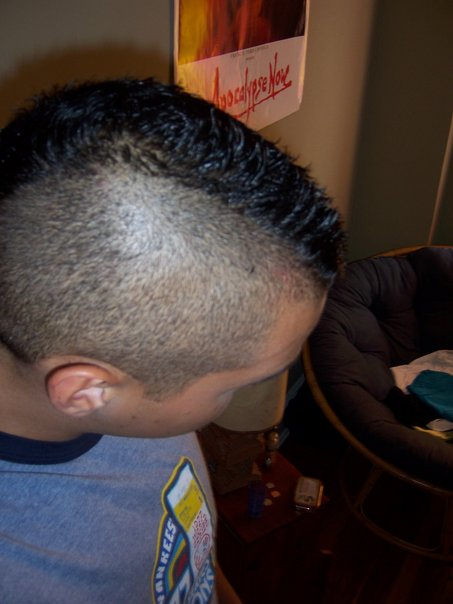
Exemple d'une coupe iroquoise.

La crête iroquoise est un style de coiffure attribuée par la légende aux Mohicans et aux tribus Mohawks. Popularisée par le mouvement punk, dont elle est la coiffure emblématique, elle consiste à avoir les deux côtés de la tête rasés, plaqués ou coupés à ras et les cheveux restants longs et généralement dressés au milieu. Il est question de coupe « mohawk » aux États-Unis et au Canada, « mohican » en Grande-Bretagne et « crête » ou « iroquoise » en France.

## Historique
Le corps d'un homme vieux de 2 300 ans, l'homme de Clonycavan, a été retrouvé près de Dublin, en Irlande, avec une crête iroquoise. Les cheveux étaient maintenus ensemble par un gel fait d'huiles végétales et de résine de pin importée du Sud-Ouest de la France ou de l'Espagne.
Le nom donné à cette coupe semble être dû à des journalistes peu rigoureux qui l'utilisaient pour désigner tous types de coiffure indienne élevée. En fait, si les Mohawks sont bien une tribu amérindienne d'Iroquois du nord-est de la Confédération, les Mohicans sont une tribu amérindienne du New Jersey, à ne pas confondre avec les Mohegan du Connecticut.
Reste que les tribus Huron, Omaha et Osage coupaient ou rasaient les cheveux de leurs enfants dans des styles très différents dont la fameuse crête iroquoise. Pour ces amérindiens, la longue crête fine représente un troupeau de bisons sur l'horizon au coucher du soleil ; ils l'associent au loup et l'utilisent pour galvaniser leurs forces pendant les batailles et les découpes de scalps. Les Omaha et Osage raidissaient leurs cheveux avec de la graisse d'ours ou de l'huile de noix pour les rassembler en une sorte de corne.
Pendant la Seconde Guerre mondiale, des soldats-parachutistes de l'aéroportée américaine se rasent les cheveux en iroquois par esprit de corps avant d'être parachutés derrière les lignes ennemies. Ils imitent ainsi une coupe de cheveux iroquoise car la tradition veut que les Iroquois n'aient pas peur du vide : ce serait la raison pour laquelle les Iroquois furent si nombreux à travailler dans la construction des gratte-ciel à New York (ceux qu'on appelle les "Mohawks skywalkers"). La photo prise par Robert Capa qui représente ce corps d'armée ainsi coiffé, datée du 25 mars 1945, est considérée comme la plus ancienne photo où un groupe a recours à cette coiffure sans être issu des populations amérindiennes.
Au début des années 1950, les rockabillies adoptent cette coupe sous l'influence d'un feuilleton montrant des amérindiens du Canada, même si leur coupe s'apparente plutôt à une plaque de cheveux plats sur le dessus, les deux côtés étant rasés (début 1961, Les Actualités françaises en filment un à Monaco, alors qu'il assiste au passage du rallye automobile de Monte-Carlo).

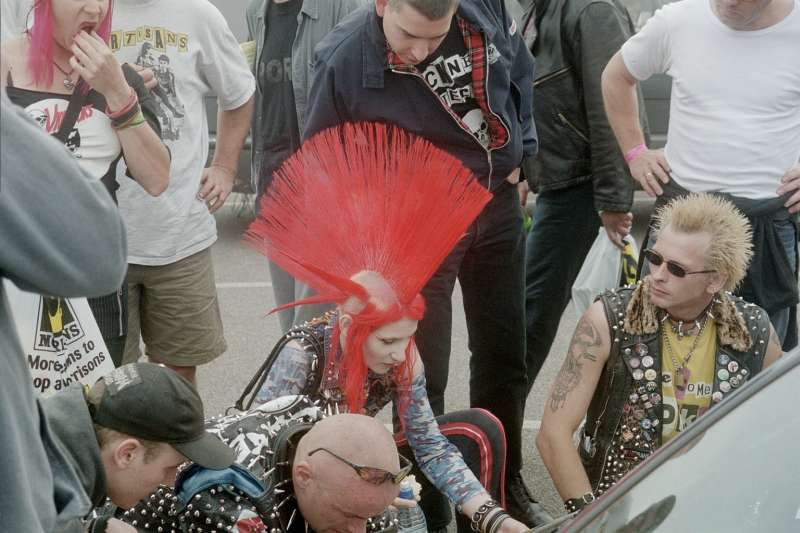
Exemple de crête colorée type fin des années 1970 à Sloane Square.

Cette coupe ne connaît son véritable succès en Occident que sous l'impulsion du mouvement punk à partir de 1977. À l'époque, tous les moyens sont bons pour faire tenir droite la crête (colle, savon, blanc d'œuf, etc.), ce qui ouvrira la voie aux nouveaux cosmétiques fixants.
Cette coiffure facile à réaliser soi-même s'impose rapidement ; dès 1977, elle est proposée et interprétée dans certains salons de coiffure, dont celui de Ray Bird, sous différents noms tels « jolie punk » ou « tête de hérisson ». Ray Bird créé ainsi des coiffures novatrices notamment en intégrant des dessins, des sigles ou des mots rasés dans les cheveux.
Sa facilité de mise en œuvre à partir de n'importe quelle coiffure est contrebalancée par la quasi-impossibilité de la masquer une fois faite et en fait un symbole visuel agressif de l'attitude jusqu'au-boutiste des punks.
Quand, à la fin des années 1970, le punk anglais devient une sorte d'attraction touristique de Sloane Square, présent sur les cartes postales des magasins de souvenirs, la crête évolue et prend des allures extravagantes (couleur, hauteur, etc.) pour satisfaire les touristes et glaner les quelque 50 pence qu'ils donnent pour une photo.

## Crêtes modernes

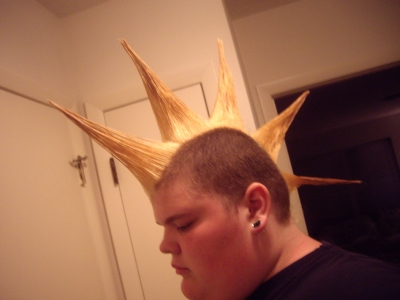
Exemple de crête coiffée avec des pics (spikes).

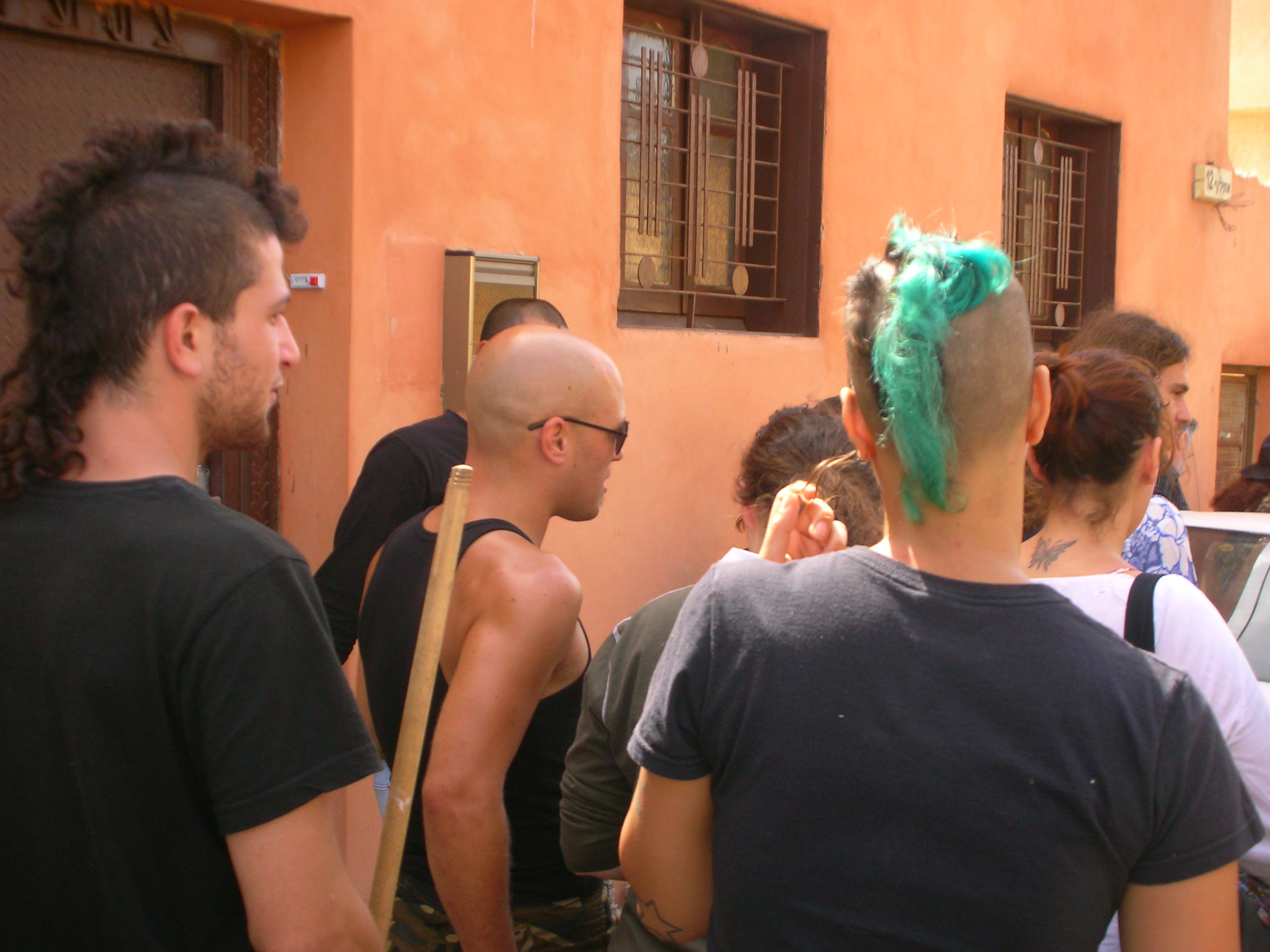
Exemple de crête non dressée.

Si les cheveux longs du milieu sont dressés et séparés « en pics », on parle de « spike ».
Dans le mouvement punk, l'iroquois est souvent teint avec des couleurs voyantes, la crête se porte dressée ou non.
Les cheveux peuvent aussi n'être pas rasés sur les côtés de la tête, mais plutôt intégralement à l'exception des mèches qui entourent le visage (afin de faire une frange, et en laissant aussi les papillotes, de façon que de face la coupe ressemble à celle d'un « carré »), et celles qui tombent sur la nuque : on parle dans ce cas d'une coupe de Chelsea, ou Skingirl. Réservée aux filles, elle est également pratiquée désormais par certaines punks. Auparavant cela pouvait se faire aussi, mais associé à la crête « classique », association que l'on retrouve encore de nos jours.

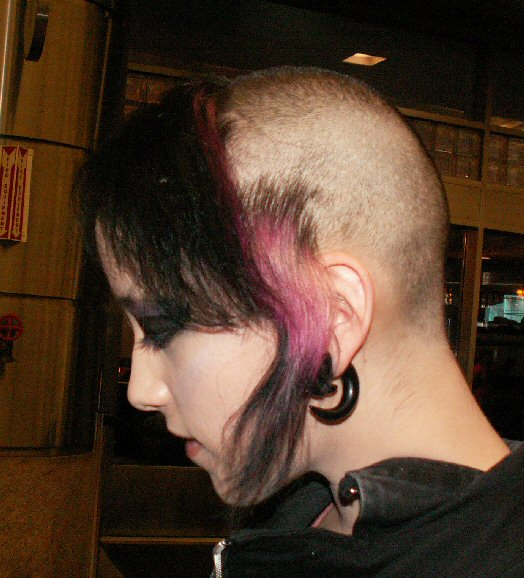
Exemple de coiffure dite de « skingirl ».
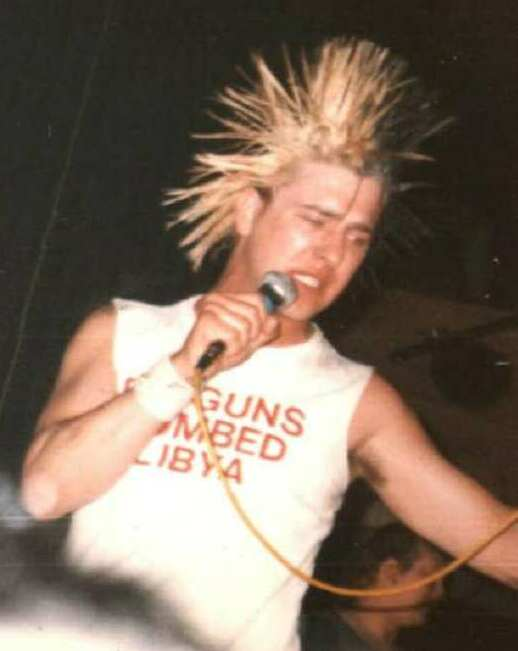
Exemple de coiffure inspiré de la crête punk.
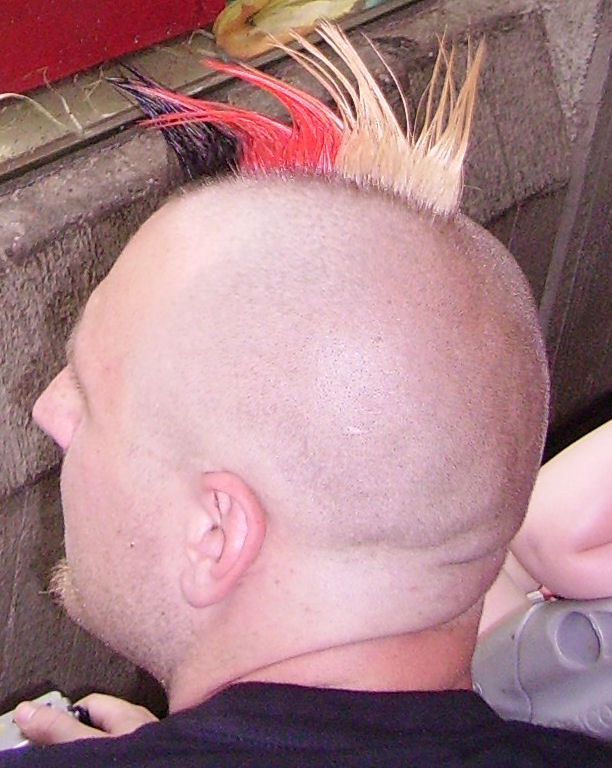
Exemple de coiffure inspiré de la crête punk.
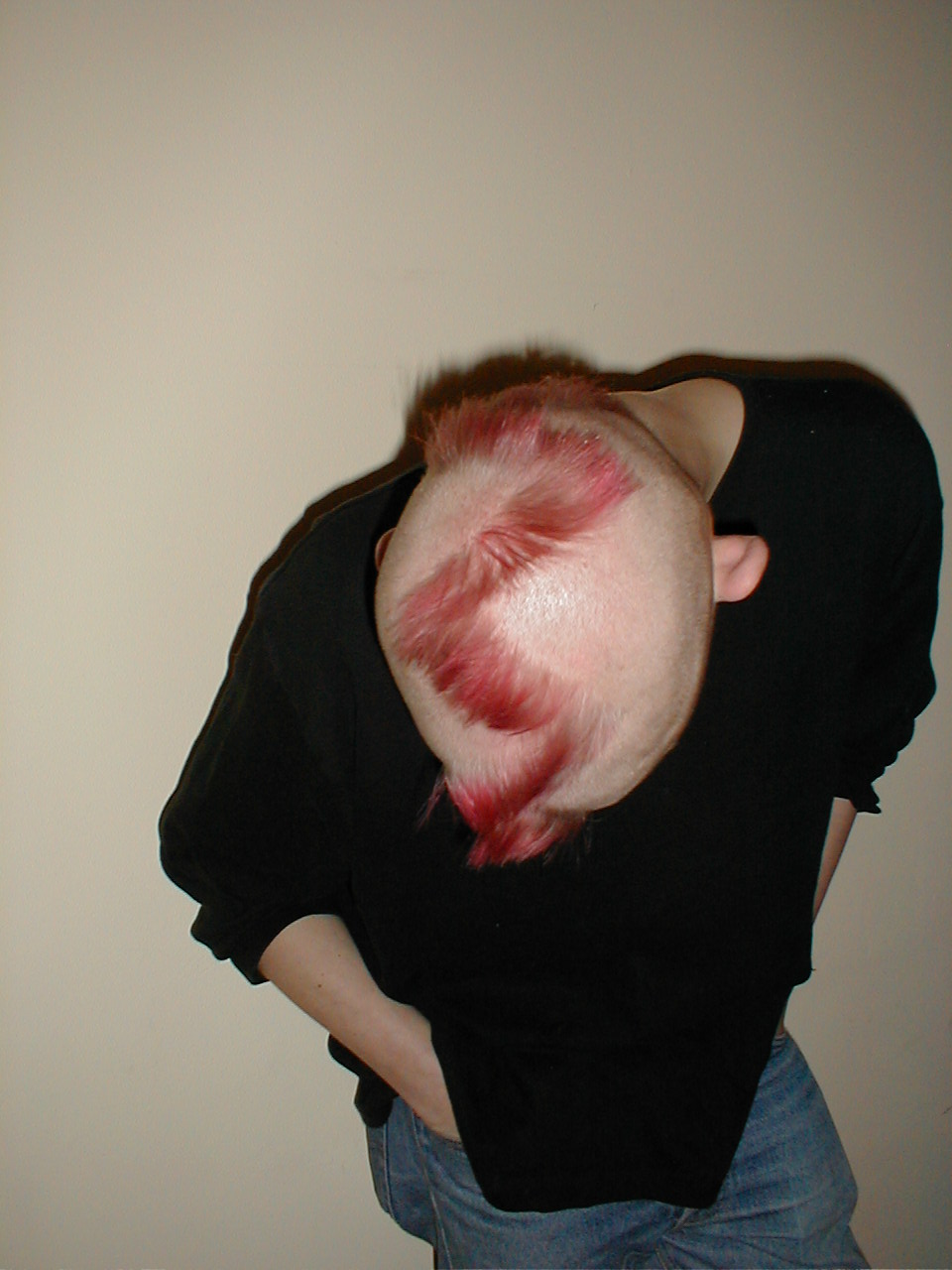
Exemple de coiffure inspiré de la crête punk.
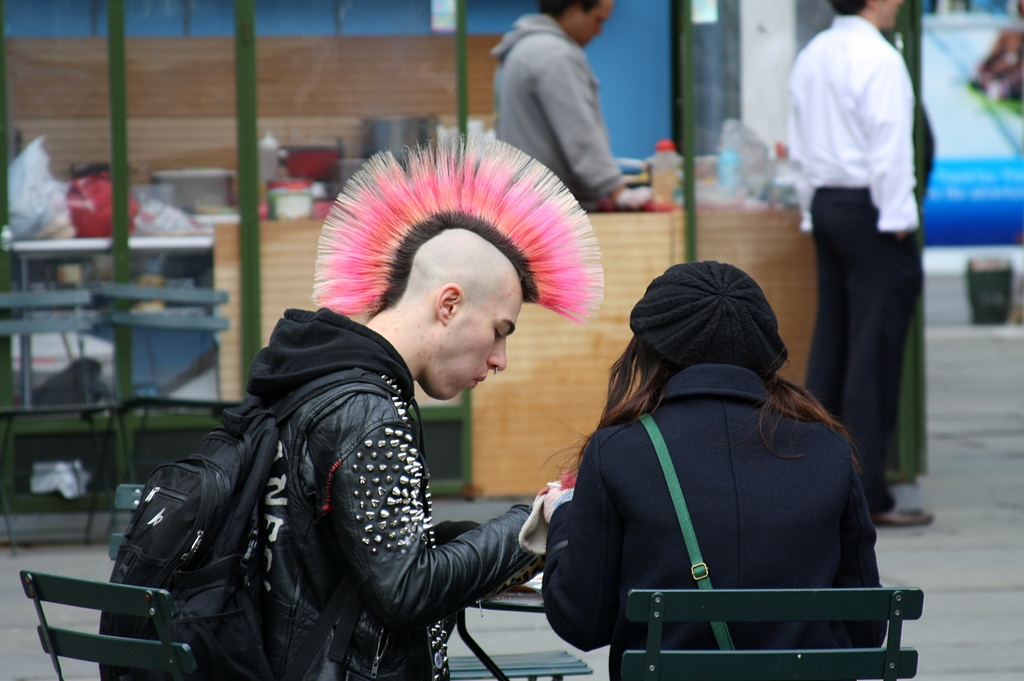
À la terrasse d'un café. Février 2012.

Dans la mouvance gothique, la crête apparaît souvent teinte en noir, avec les cheveux restants coiffés en pics ou long et dressés très haut.
Dans certains pays, les courtes crêtes sont portées seulement par les néo-nazis et ne sont pas associées au mouvement punk.